# Casas Viejas (Albacete)
Casas Viejas es un barrio de Albacete (España) situado al oeste de la ciudad. Con una superficie de 2,3 millones de metros cuadrados, tiene 2400 habitantes (2011).

## Geografía
El barrio está situado al oeste de la ciudad de Albacete, a las afueras de la capital, entre el Canal de Acequión, el Canal de San Jorge y la Vía Verde de Alcaraz.

## Demografía
Casas Viejas tiene 2400 habitantes (2011).

## Características
El barrio ocupa 2,3 millones de metros cuadrados y está dividido en parcelas, la mayoría de las cuales tienen una extensión de 1000 a 2000 metros cuadrados. Dentro de estas, existen unas 600 viviendas unifamiliares.
Actualmente se están haciendo mejoras para habilitar un nuevo acceso desde la Carretera de Jaén.

## Fiestas
Las fiestas oficiales del barrio se celebran anualmente del 29 al 31 de agosto.